# 宜川県
宜川県（ぎせん-けん）は、中華人民共和国陝西省延安市に位置する県。

## 行政区画
- 街道:丹州街道
- 鎮:秋林鎮、雲岩鎮、集義鎮、壷口鎮
- 郷:英旺郷、交里郷